# Friedrich von Waldburg-Wolfegg-Waldsee
Friedrich von Waldburg-Wolfegg-Waldsee, II principe di Waldburg-Wolfegg-Waldsee (Waldsee, 13 agosto 1808 – Wolfegg, 22 aprile 1871), è stato un principe e politico tedesco.

## Biografia

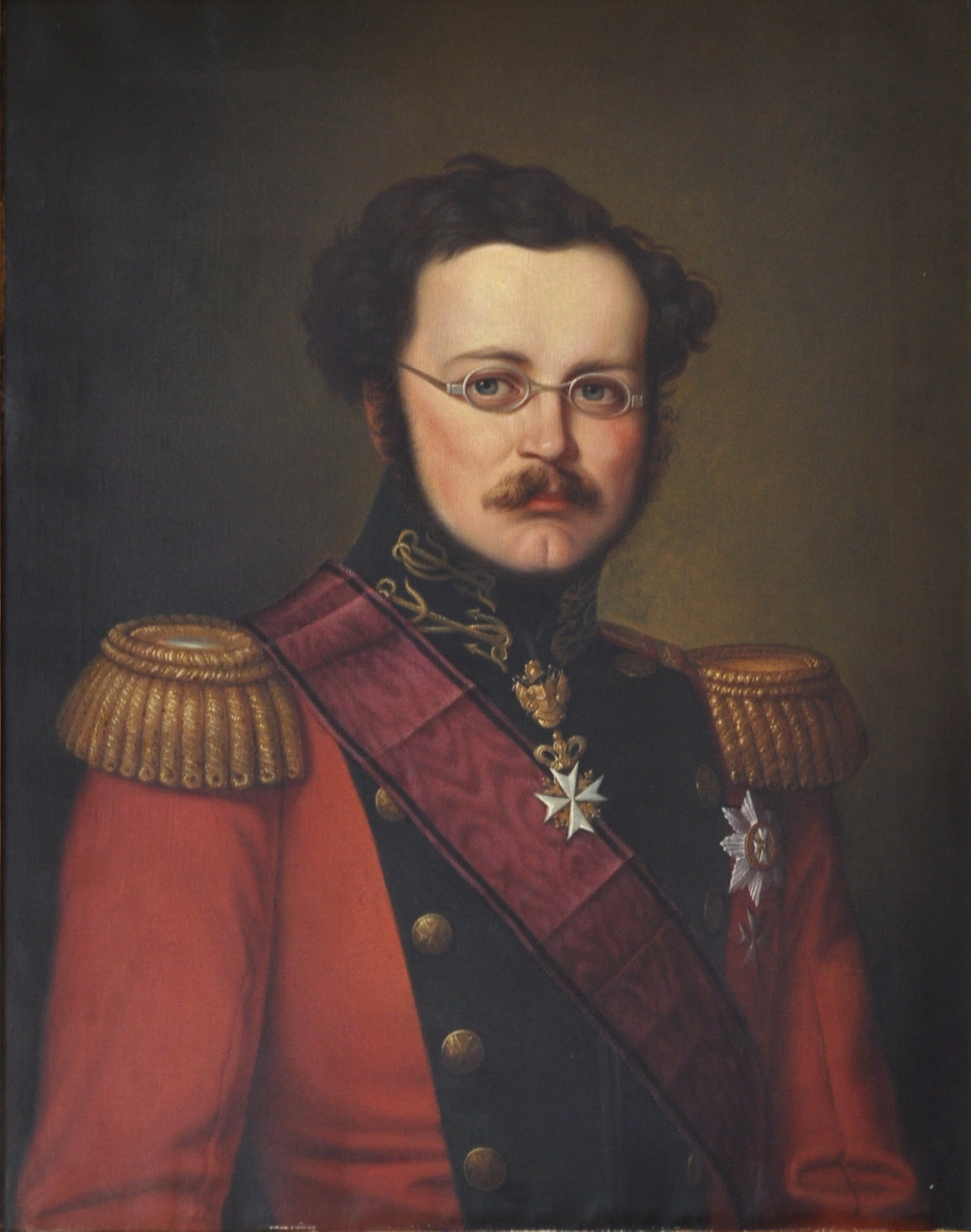
Il principe Friedrich von Waldburg-Wolfegg-Waldsee in un ritratto di metà Ottocento

Friedrich era figlio del principe Joseph Anton von Waldburg-Wolfegg-Waldsee (1766 - 1833) e di sua moglie, la contessa Maria Josepha Fugger von Babenhausen (1770 - 1848).
Nel 1833, dopo la morte del padre, entrò di diritto nella Camera dei Signori del Württemberg come secondo principe di Waldburg-Wolfegg-Waldsee. Come suo padre ed a differenza di suo cugino Constantin von Waldburg-Zeil, il principe Friedrich non fu  mai particolarmente interessato alla politica del regno e preferì vivere una vita più appartata rispetto alla vita di corte di Stoccarda. Appassionato di caccia, nel 1855 fu uno dei membri fondatori del Circolo Fucilieri dell'Alta Svevia con sede a Ravensburg.
L'abolizione della servitù della gleba, avvenuta nel 1847, lo portò a ritenere che la nobiltà avrebbe potuto seguitare a mantenere il proprio status basandosi unicamente sui propri patrimoni e sui propri beni immobili. Protestò vivamente quando la rivoluzione di marzo del 1848 lo privò dei suoi privilegi esclusivi di caccia, e per questo iniziò ad interessarsi attivamente alla politica nazionale. Dal 1848 al 1849 e nuovamente dal 1852 al 1870 fu vicepresidente della Camera dei Signori di Stoccarda, ma svolse tale ruolo solo per le funzioni di rappresentanza.
Friedrich von Waldburg-Wolfegg-Waldsee morì a Wolfegg nel 1871.

## Matrimonio e figli

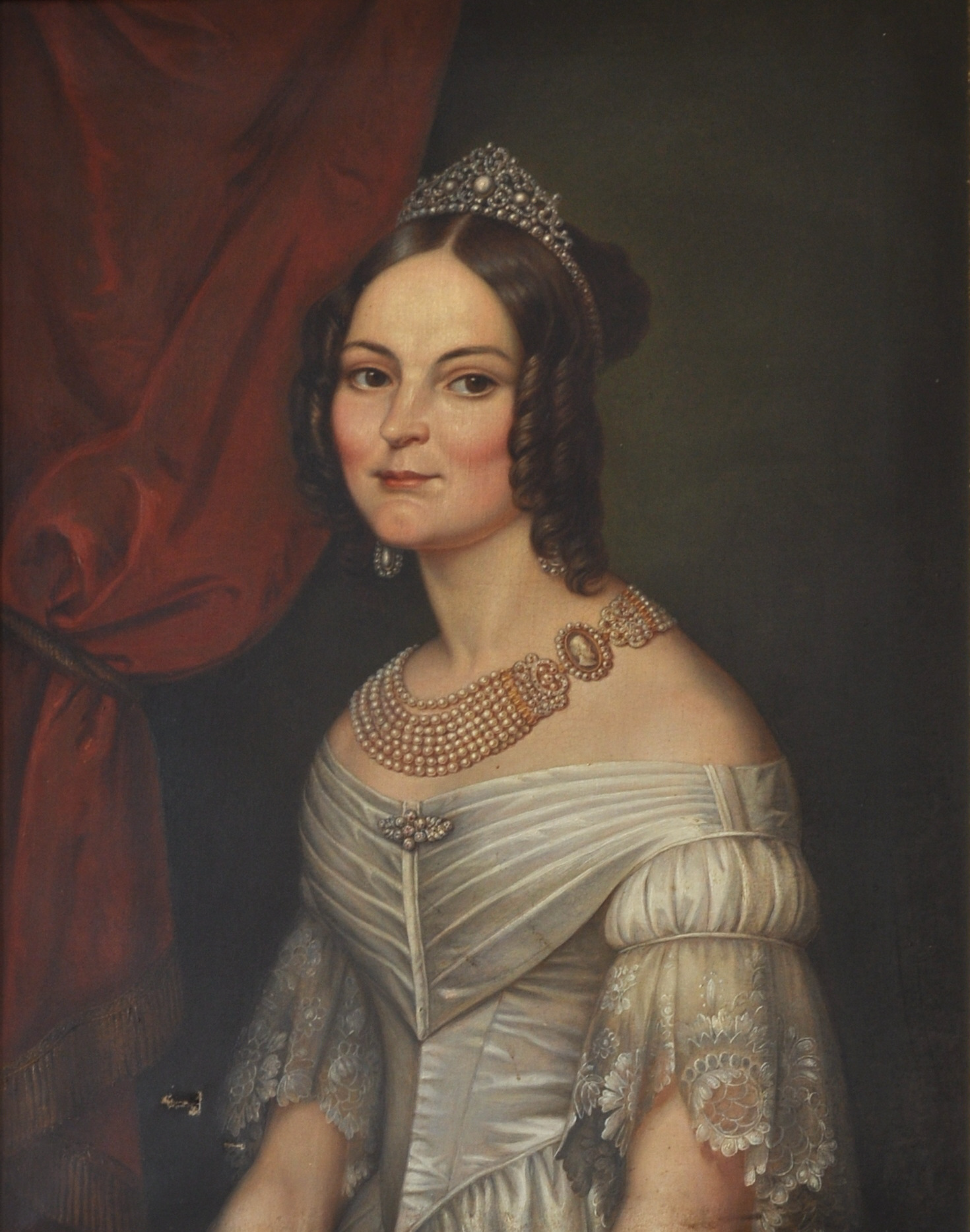
La contessa Elisabeth von Königsegg-Aulendorf

Il principe Friedrich sposò il 10 ottobre 1832 ad Aulendorf la contessa Elisabeth von Königsegg-Aulendorf (14 febbraio 1812, Budapest - 29 maggio 1886, Zeil), primogenita del conte Franz Xavier Karl von Königsegg-Aulendorf (1787-1863) e della contessa Maria Anna Josepha Károlyi de Nagykároly (1793-1825). Friedrich ed Elisabeth ebbero cinque figli:
- Franz (11 settembre 1833, Wolfegg - 14 dicembre 1906, Waldsee), sposò il 19 aprile 1860 a Monaco di Baviera la contessa Sophie Leopoldine Ludovica von Arco-Zinneberg (14 novembre 1836, Zeil - 21 dicembre 1909, Wolfegg).
- Maria Anna (22 luglio 1834, Wolfegg - 27 novembre 1834, Wolfegg).
- Agosto (7 luglio 1838, Wolfegg - 11 agosto 1896, Wolfegg).
- Maria Josepha (20 aprile 1840, Wolfegg - 11 maggio 1885, Wolfegg), sposò il 24 febbraio 1860 a Wolfegg il conte Wilhelm von Waldburg-Zeil (26 novembre 1835, Neutrauchburg - 20 luglio 1906, Zeil).
- Gebhard (17 settembre 1841, Wolfegg - 2 agosto 1912, Wolfegg)

## Ascendenza
|                                                                                   |                                      |                                                        | Genitori                                                                 |  |  | Nonni |  |  | Bisnonni                                 |  |  | Trisnonni                                |  |
|                                                                                   |                                      |                                                        |                                                                          |  |  |       |  |  | Maximilian Maria von Waldburg zu Waldsee |  |  | Johann Maria Franz Eusebius von Waldburg |  |
|                                                                                   |                                      |                                                        |                                                                          |  |  |       |  |  | Maximilian Maria von Waldburg zu Waldsee |  |  | Johann Maria Franz Eusebius von Waldburg |  |
|                                                                                   |                                      | Maria Anna Fugger von Nordendorf                       |                                                                          |  |  |       |  |  | Maximilian Maria von Waldburg zu Waldsee |  |  |                                          |  |
| Gebhard von Waldburg-Wolfegg-Waldsee                                              |                                      |                                                        |                                                                          |  |  |       |  |  | Maximilian Maria von Waldburg zu Waldsee |  |  |                                          |  |
|                                                                                   |                                      | Maria Eleonore von Ulm zu Erbach                       | Franz Anton von Ulm zu Erbach                                            |  |  |       |  |  |                                          |  |  |                                          |  |
|                                                                                   |                                      | Maria Eleonore von Ulm zu Erbach                       | Franz Anton von Ulm zu Erbach                                            |  |  |       |  |  |                                          |  |  |                                          |  |
|                                                                                   |                                      | Maria Eleonore von Ulm zu Erbach                       | Maria Anna Klara von Elsenheim                                           |  |  |       |  |  |                                          |  |  |                                          |  |
| Joseph Anton von Waldburg-Wolfegg-Waldsee, I principe di Waldburg-Wolfegg-Waldsee |                                      | Maria Eleonore von Ulm zu Erbach                       |                                                                          |  |  |       |  |  |                                          |  |  |                                          |  |
|                                                                                   |                                      | Karl Sigfried von Königsegg-Aulendorf                  | Franz von Königsegg-Aulendorf                                            |  |  |       |  |  |                                          |  |  |                                          |  |
|                                                                                   |                                      | Karl Sigfried von Königsegg-Aulendorf                  | Franz von Königsegg-Aulendorf                                            |  |  |       |  |  |                                          |  |  |                                          |  |
|                                                                                   |                                      | Karl Sigfried von Königsegg-Aulendorf                  | Maria Antonia Breunner                                                   |  |  |       |  |  |                                          |  |  |                                          |  |
| Maria Clara von Königsegg-Aulendorf                                               |                                      | Karl Sigfried von Königsegg-Aulendorf                  |                                                                          |  |  |       |  |  |                                          |  |  |                                          |  |
|                                                                                   |                                      | Marie Friederike zu Oettingen-Spielberg                | Franz Albrecht zu Oettingen-Spielberg, I principe di Oettingen-Spielberg |  |  |       |  |  |                                          |  |  |                                          |  |
|                                                                                   |                                      | Marie Friederike zu Oettingen-Spielberg                | Franz Albrecht zu Oettingen-Spielberg, I principe di Oettingen-Spielberg |  |  |       |  |  |                                          |  |  |                                          |  |
|                                                                                   |                                      | Marie Friederike zu Oettingen-Spielberg                | Johanna Margarethe von Schwendi                                          |  |  |       |  |  |                                          |  |  |                                          |  |
| Friedrich von Waldburg-Wolfegg-Waldsee, II principe di Waldburg-Wolfegg-Waldsee   |                                      | Marie Friederike zu Oettingen-Spielberg                |                                                                          |  |  |       |  |  |                                          |  |  |                                          |  |
|                                                                                   | Johann Jackob Fugger von Babenhausen | Johann Rudolf Fugger von Babenhausen                   |                                                                          |  |  |       |  |  |                                          |  |  |                                          |  |
|                                                                                   | Johann Jackob Fugger von Babenhausen | Johann Rudolf Fugger von Babenhausen                   |                                                                          |  |  |       |  |  |                                          |  |  |                                          |  |
|                                                                                   | Johann Jackob Fugger von Babenhausen | Katharina von Waldburg-Zeil                            |                                                                          |  |  |       |  |  |                                          |  |  |                                          |  |
| Anselm Victorian Fugger von Babenhausen                                           | Johann Jackob Fugger von Babenhausen |                                                        |                                                                          |  |  |       |  |  |                                          |  |  |                                          |  |
|                                                                                   |                                      | Maria Katharina Euphemia von Törring                   |                                                                          |  |  |       |  |  |                                          |  |  |                                          |  |
|                                                                                   |                                      |                                                        |                                                                          |  |  |       |  |  |                                          |  |  |                                          |  |
|                                                                                   |                                      |                                                        |                                                                          |  |  |       |  |  |                                          |  |  |                                          |  |
| Maria Josepha Fugger von Babenhausen                                              |                                      |                                                        |                                                                          |  |  |       |  |  |                                          |  |  |                                          |  |
|                                                                                   |                                      | Joseph Franz von Waldburg zu Wolfegg                   | Ferdinand Ludwig von Waldburg zu Wolfegg                                 |  |  |       |  |  |                                          |  |  |                                          |  |
|                                                                                   |                                      | Joseph Franz von Waldburg zu Wolfegg                   | Ferdinand Ludwig von Waldburg zu Wolfegg                                 |  |  |       |  |  |                                          |  |  |                                          |  |
|                                                                                   |                                      | Joseph Franz von Waldburg zu Wolfegg                   | Maria Anna von Schellenberg                                              |  |  |       |  |  |                                          |  |  |                                          |  |
| Maria Walpurgis von Waldburg zu Wolfegg                                           |                                      | Joseph Franz von Waldburg zu Wolfegg                   |                                                                          |  |  |       |  |  |                                          |  |  |                                          |  |
|                                                                                   |                                      | Anna Maria Luise Charlotte zu Salm-Reifferscheidt-Dyck | Franz Ernst zu Salm-Reifferscheidt-Dyck                                  |  |  |       |  |  |                                          |  |  |                                          |  |
|                                                                                   |                                      | Anna Maria Luise Charlotte zu Salm-Reifferscheidt-Dyck | Franz Ernst zu Salm-Reifferscheidt-Dyck                                  |  |  |       |  |  |                                          |  |  |                                          |  |
|                                                                                   |                                      | Anna Maria Luise Charlotte zu Salm-Reifferscheidt-Dyck | Anna Franziska Luise von Thurn und Taxis                                 |  |  |       |  |  |                                          |  |  |                                          |  |
|                                                                                   |                                      | Anna Maria Luise Charlotte zu Salm-Reifferscheidt-Dyck |                                                                          |  |  |       |  |  |                                          |  |  |                                          |  |